# Liga Sorocabana de Futsal
A Liga Sorocabana de Futsal - LISOFUS, fundada em 8 de maio de 1958, é uma entidade especializada com foro e sede na cidade de Sorocaba. Situa-se à Rua Dr. Campos Sales, 205, Sala 13, Pinheiros. O antigo nome era Liga Sorocabana de Futebol de Salão.
Uma das marcantes características da LISOFUS é a coordenação do maior campeonato de Futsal do mundo, realizado através do nome "Cruzeirão". As partidas eram disputadas no Ginásio Municipal de Esportes Dr. Gualberto Moreira. Os árbitros do torneio sempre foram ligados à essa entidade. O torneio já está na sua 52a. edição, designado agora Torneio Aberto de Futsal Cruzeirão. Na década de 70 eram convidadas diversas equipes de Futsal para participar do "Cruzeirão" que não com sede em Sorocaba, como exemplo as equipes da Universidade Gama Filho e a FEUG - Federação de Esportes Universitários da Guanabara, ambas da cidade do Rio de Janeiro.
A LISOFUS constitui uma sociedade desportiva civil, pessoa jurídica, nos termos do código civil, com patrimônio distinto do de seus filiados, sem fins lucrativos.
Tem por finalidade dirigir o futsal amador de Sorocaba, promovendo divulgação e aprimoramento, através de campeonatos, torneios, e competições, incentivando por meio de processos educativos, compatíveis com instrumento de atividade institucional.
Após reunião realizada na sede social da Confederação das Famílias Cristãs, no largo da matriz, atual Praça Coronel Fernando Prestes, um grupo de amigos liderados pelos senhores: Renato José Pontes, José Pedro Luz Neto, Rivaldo Costa Oliveira, Ruy Bettuzi, com representantes das associações devidamente credenciadas nesta data:
- A.C.Telégrafos
- Grêmio Nossa Senhora da Ponte
- Vanguarda
- E.C.Estrela do Oriente
- União Esportiva dos Escriturários Votorantim
- Canto do Rio F.C.
- A.D.Votocel
- Serralheria Ferro
- Confederação das Famílias Cristãs
- Clube das Seis
- Congregação Mariana de São Bento
- A.M.D.0 Sorocaba Ensina

Também participaram da fundação da LISOFUS as seguintes equipes:
- Ambulatório Médico do Sesi
- Clube dos Trabalhadores do Sesi
- E.C.Bombonieri
- E.C.Paula Santos
- Grêmio General Sampaio
- Senais Saiv

Treze presidentes de equipes fizeram parte desse ato tornando-se assim presidentes:
FUNDADORES
- Amílcar Piovesan
- Antonio de Oliveira Moraes
- Cláudio Ferro
- Francisco Eugênio Pezzodipani
- José Carlos Campestrini
- José Guilherme Pereira da Rocha
- Lener Roberti Bertoni
- Nelson Nascarenhas filho
- Noely Nonteiro
- Osmir Bifano
- Rivaldo Costa de Oliveira
- Rui Bettuzi
- Wanderlei Duarte

Composição da primeira diretoria:
- Presidente: José Renato Pontes - 1958/1959
- Vice presidente: Ruvaldo costa de oliveira
- Conselho fiscal: José Archimedes Paula Santos, Antonio l.Lopes, Álvaro Ramos do Nascimento.
- Suplentes: José Humberto Urban, Luiz Rodrigues, Francisco Eugenio Oliveira pezzodipani
- Junta desportiva: Fuad Abou Nasser, Noely monteiro, rui bettuzi, Guilherme pereira da rocha, Artur Fonseca

Os presidentes subseqüentes foram:
- 1960/1961: Rivaldo Costa Oliveira
- 1962/1963: Cataldo Lamarca
- 1964/1965: Leontino Caramez
- 1966/1972: José Pedro Luz Neto
- 1973/1974, 1979/1980, 1987/1988: Devanir Corrado Basso
- 1975/1976: João Francisco de Andrade
- 1977/1978, 1989/1990: Doraci Sola Galera
- 1981/1982: Vitor Hugo de Arruda
- 1983/1984: José Benedito de Oliveira
- 1991/1992: Antonio Carlos Paninse
- 1993/1994: Antonio Nicolau Marques Filho
- 1985/1986, 1995/1998: Agacyr Maister
- 1999/2000/2001/2002: Paulo Roberto Pires da Silva
- 2003/2004: Simei Fernando Lamarca
- 2005/2006: Almir Laurindo
- 2007/2008: Prof. Cláudio Roberto Cardoso
- 2009/2010: Antonio Francisco Lourenço
- 2011/2012/2013 -    João Gomes